# Collegio dei Savi

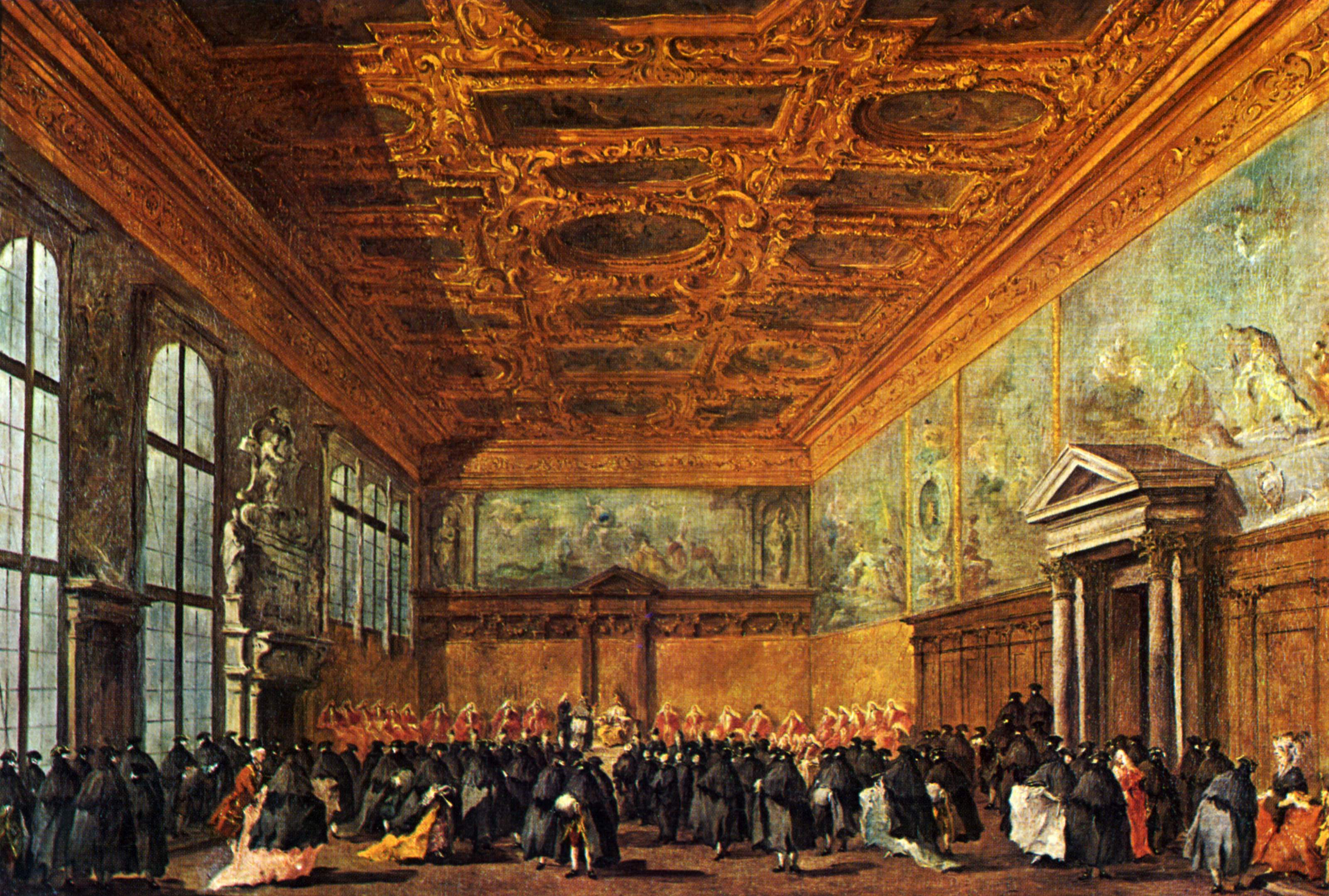
L'udienza accordata dal Doge nella Sala del Collegio di Palazzo Ducale - Francesco Guardi

Il Collegio dei Savi o Eccellentissimo Collegio, più semplicemente, Collegio era un organo della Repubblica di Venezia. Uno tra i più antichi organi costituzionali dello Stato veneziano, fu istituito nel 1380 per limitare i poteri del doge e costituiva in pratica il consiglio dei ministri della Repubblica. I suoi membri erano chiamati Savi, cioè saggi, e si componeva inizialmente di soli sei membri, nominati in misura di uno per ciascun sestiere della città, poi aumentati di numero con l'espandersi dei domini veneziani sino a comporsi di:
- Sei Savi Grandi o Savi del Consiglio dei Pregadi, dal 1396 erano deputati alla valutazione e analisi preventiva dei lavori da presentare al Senato specie in materia di politica estera; duravano in carica sei mesi ed erano eletti di tre in tre, così da mantenere continuità nel governo. Si alternavano nel loro ufficio di settimana in settimana, così che il savio in carica era chiamato Savio di Settimana.
- Cinque Savi di Terraferma, responsabili dal 1420 dell'amministrazione dei Domini di Terraferma e dell'armata erano eletti dal Senato ogni sei mesi, alternativamente tre e due, e dovevano avere almeno trent'anni. Si componevano di:
  - Savio alle Scritture, che si occupava dell'esercito e la marina;
  - Savio Cassiere, che si occupava delle finanze dello Stato e sovrintendeva in questo all'opera dei Camerlenghi;
  - Savio alle Ordinanze, che si occupava delle guarnigioni e dei movimenti delle truppe;
  - Savio ai Cerimoniali, che si occupava del rispetto del cerimoniale di Stato;
  - Savio da mo, incaricato di sovrintendere alle spedizioni.
- Cinque Savi agli Ordini, responsabili dal 1402 inizialmente dell'amministrazione dei domini marittimi e della flotta, ma poi divennero solo un organo privo di potere deliberativo per l'addestramento delle giovani leve del patriziato al governo, tanto che essi non erano cooptati nel Senato assieme agli altri savi. Gli "ordini" erano i regolamenti marittimi.

Quest'organo disponeva quindi di funzioni esecutive e nei casi in cui veniva presieduto dalla Serenissima Signoria assumeva il nome di Pieno Collegio e dava atto alle lettere ducali e ai decreti dello Stato. Dal 1520 i suoi potere venne ampliato all'emanazione dei decreti durante le vacanze del Senato. Il collegio riceveva gli ambasciatori esteri, i nunzi delle città sottomesse e i messi ecclesiastici.
Il collegio si riuniva in Palazzo Ducale in una apposita sala detta Sala del Collegio, adiacente a quella del Senato.